# Prix de littérature Erdal-Öz
Le prix de littérature Erdal-Öz est décerné pour perpétuer la mémoire de l’éditeur et écrivain turc Erdal Öz.
L'écrivain Erdal Öz, fondateur de Can Publishing en 1981, est mort en 2006. Depuis 2008, la famille de l'auteur et Can Publications ont commencé à décerner ce prix à un écrivain ou à un poète, afin de commémorer l'auteur. Le gagnant du prix reçoit de l'argent et une statue réalisée par le sculpteur Handan Börüteçene.

## Liste des lauréats
- 2008 : Gülten Akın
- 2009 : İhsan Oktay Anar
- 2010 : Nurdan Gürbilek
- 2011 : Şavkar Altınel
- 2012 : Murathan Mungan
- 2013 : Cemil Kavukçu
- 2014 : Küçük İskender
- 2015 : Orhan Pamuk
- 2016 : Orhan Koçak
- 2017 : Cevat Çapan
- 2018 : Adalet Ağaoğlu
- 2019 : Latife Tekin
- 2020 : Jale Parla
- 2021 : Selim İleri
- 2022 : Mehmet Eroğlu
- 2023 : Füruzan
- 2024 : Necati Tosuner